# Trafel Berg
Trafel Berg är ett berg i Österrike.   Det ligger i distriktet Wiener Neustadt-Land och förbundslandet Niederösterreich, i den östra delen av landet, 50 km sydväst om huvudstaden Wien. Toppen på Trafel Berg är 706 meter över havet.
Terrängen runt Trafel Berg är kuperad, och sluttar österut. Närmaste större samhälle är Berndorf, 16,9 km öster om Trafel Berg. 
I omgivningarna runt Trafel Berg växer i huvudsak barrskog. Runt Trafel Berg är det ganska tätbefolkat, med 75 invånare per kvadratkilometer.